# Liste der denkmalgeschützten Objekte in St. Willibald
Die Liste der denkmalgeschützten Objekte in St. Willibald enthält die denkmalgeschützten, unbeweglichen Objekte der Gemeinde St. Willibald im Bezirk Schärding (Oberösterreich).

## Denkmäler
| Foto |                 | Denkmal                                                                        | Standort                                       | Beschreibung | Metadaten |
| ---- | --------------- | ------------------------------------------------------------------------------ | ---------------------------------------------- | --- | --- |
| ja   | Datei hochladen | Kath. Pfarrkirche St. Willibald HERIS-ID: 52018 Objekt-ID: 57957               | Hauptstraße Standort KG: Aichet                | Eine spätgotische zweischiffige Hallenkirche und ehemalige Wallfahrtskirche mit einer großteils neugotischen Einrichtung. Der Westturm ist gotisch und hat eine barocke Glockenstube (1733). | BDA-Hist.: Q25906029 Status: § 2a Stand der BDA-Liste: 2025-06-30 Name: Kath. Pfarrkirche St. Willibald GstNr.: 691 Willibald of Eichstätt Church (Sankt Willibald) |
| ja   | Datei hochladen | Kath. Filialkirche hll. Jakobus und Philippus HERIS-ID: 37562 Objekt-ID: 36753 | gegenüber Antlangkirchen 8 Standort KG: Aichet | Die Kirche wurde um 1400 erstmals urkundlich erwähnt. Der eigentliche Kirchenbau, ein 3-jochiger spätgotischer Wandpfeilerbau, stammt aus dem 15. Jahrhundert und bezog ältere Fragmente aus dem 14. Jahrhundert mit ein. 1786 erfolgte die Profanierung; im Jahr darauf wurde das Gebäude verkauft. Seit 1839/40 wird das Gebäude wieder als Kirche benutzt, wobei es bis in die 1950er Jahre in Privatbesitz stand. Das Glockengeschoß des spätgotischen Westturms wurde 1975 nach einem Blitzschlag aus dem Bestand rekonstruiert. An der Nordseite des Chores befindet sich die eingeschoßige Sakristei mit barockem Tonnengewölbe. Die heutige Ausstattung der Kirche stammt überwiegend aus dem Spätbarock. 1953/56 wurde zudem eine spätgotische Wandmalerei am Gewölbe des Langhauses freigelegt. Die Glocke ist mit 1482 bezeichnet und wurde 1951 in der Kirche geweiht; sie stammt aus der Pfarrkirche Rechberg. | BDA-Hist.: Q37976166 Status: Bescheid Stand der BDA-Liste: 2025-06-30 Name: Kath. Filialkirche hll. Jakobus und Philippus GstNr.: 1351                              |